# Estação Bréguet - Sabin
Bréguet - Sabin é uma estação da linha 5 do Metrô de Paris, localizada no 11.º arrondissement de Paris.

## Localização
A estação está situada no boulevard Richard-Lenoir, ao longo do canal Saint-Martin, ao nível da rue Bréguet e da rue Saint-Sabin, entre as estações Richard-Lenoir e Bastille.

## História

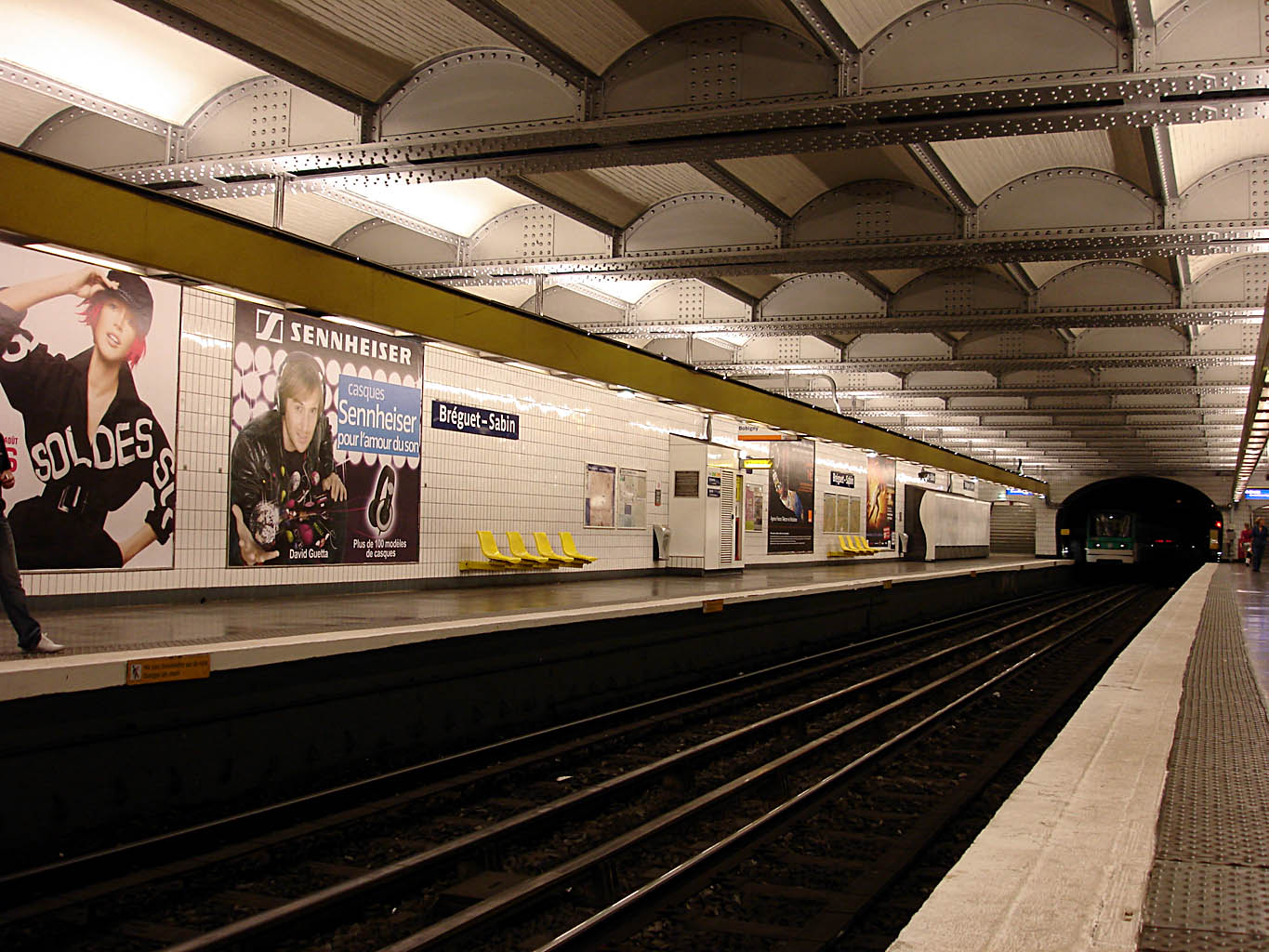
A plataforma da estação.

A estação foi aberta em 31 de dezembro de 1906.
Ela faz homenagem à família Breguet (sem acento), de onde veio o relojoeiro de origem suíça Abraham Louis Breguet (1747-1823), que foi o inventor do relógio de corda automática para a astronomia. Seu neto Louis (1804 -1883) inventou aparelhos elétricos e rádio-telegráficos e colaborou com Chappe. Mais tarde, seu bisneto Antoine (1851-1882) desenvolveu um anemômetro elétrico. Os filhos deste último, pioneiros da aviação, Jacques e o famoso Louis Charles Breguet (1880-1955) foram os construtores do avião pilotado por Costes e Bellonte que cruzou o Atlântico de leste a oeste em 1930.
O nome da estação é também uma homenagem a Angelesme de Saint-Sabin, que foi escabino de Paris em 1777.
Em 2011, 2 448 167 passageiros entraram nesta estação. Ela viu entrar 2 038 531 passageiros em 2013, o que a coloca na 248ª posição das estações de metrô por sua frequência em 302.

## Serviços aos Passageiros

### Acesso
A estação tem apenas uma entrada, ornada de uma edícula devido a Hector Guimard, situada no boulevard Richard-Lenoir.

### Plataformas
Bréguet - Sabin é uma estação de configuração padrão: ela tem duas plataformas laterais, separadas pelas vias do metrô. Estabelecida ao nível do solo, o teto é constituído de um tabuleiro metálico, onde as vigas, de cor prateada, são suportadas pelos pés-direitos verticais. As plataformas são decoradas em estilo "Andreu-Motte" com uma rampa luminosa amarela e os assentos "Motte" amarelos. Os tímpanos e os pés-direitos são equipados com telhas planas brancas colocadas verticalmente e alinhadas. Os quadros publicitários são metálicos e o nome da estação é na fonte Parisine em placa esmaltada.

### Intermodalidade
A estação é servida pela linha 69 da rede de ônibus RATP.

## Cultura
Uma cena de Frantic, um filme de Roman Polanski com Harrison Ford, foi rodado em 1988.